# Honda XL 125 S
La XL 125 S est un modèle de moto du constructeur japonais Honda, faisant partie de la famille des Honda XL.
La XL 125 S de Honda a été lancée en juin 1978. Elle succède à la XL 125 afin de concurrencer la Yamaha DT 125 MX.  
Les principales évolutions par rapport à la  125XL sont:
Au niveau moteur; L'adjonction d'une 6e vitesse et la modification de l'alternateur et de l'allumage(un CDI remplace l'ancien système à rupteur, l'avance restant néanmoins gérée par un mécanisme centrifuge). Culasse modifiée avec des soupapes plus larges et adjonction d'une bague sur l'AAC limitant les problèmes d'usures de la culasse. Ces modifications permettent un léger gain de couple et de puissance.
Au niveau de la partie cycle un cadre simple berceau ouvert , remplace le double berceau. Les suspensions sont modifiées avec de plus grands débattements pour une utilisation plus aisée en tout terrain.
Les versions : 

XL 125 S - Type Z   1978

XL 125 S - Type A   1980  voir aussi les Honda 125 XR type A

XL 125 S - Type B   1981  voir aussi les Honda 125 XR type B

XL 125 S - Type C   1982  Sortie des Honda XL125R-C (évolution des Honda XLS) Les doubles amortisseurs sont remplacés par un Pro-link 

XL 125 S - Type F    1985  La Honda XL125R type F est équipée d'un alternateur 12V et d'un frein à disque à l'avant.

XL 125 S - Type H   1987

## La XL125S
Plus souvent surnommée la "XLS" ou "125 XLS", elle est la première version de cette gamme. Elle est appelée Type Z dans la numérotation officielle. Elle débute au numéro (série & moteur) 5000046 & 5000046.
Tension de chaîne par tirants

### Coloris
- Éléments blancs, avec cadre rouge. Décor de réservoir en virgule noir, bleu et rouge.
- Éléments rouges, avec cadre noir. Décor de réservoir en virgule noir, gris argent et jaune.
- Éléments bleus, avec cadre noir. Décor de réservoir en virgule noir, gris argent et jaune. Selle noire.

## La XL125S A
Première évolution de la gamme, elle est appelée Type A dans la numérotation officielle. Elle débute au numéro (série & moteur) 5100012 & 5100012.

### Coloris
- Éléments blancs, avec cadre rouge. Décor de réservoir horizontaux noir, rouge et orange.
- Éléments blancs, avec cadre noir. Décor de réservoir horizontaux noir, turquoise et bleu.
- Éléments rouges, avec cadre rouge. Décor de réservoir horizontaux noir, bleu et blanc. Selle noire.

## La XL125S B
Seconde évolution de la gamme, elle est appelée Type B dans la numérotation officielle. Elle débute au numéro (série & moteur) 5201372 & 5201372.
Soufflets de fourche,  amortisseurs de fourche avec ressort superposés, tension de chaîne par vis de poussée. Redresseur/regulateur au lieu d'un simple redresseur et nouveau stator d'alternateur avec masse externe. Ressorts de fourches superposés.

### Coloris
-Cadre et éléments noirs.
-Cadre et éléments rouges.
-Cadre rouge et éléments blancs.
Selle noire.

## La XL125S C
Troisième évolution de la gamme, elle est appelée Type C dans la numérotation officielle. Elle débute au numéro (série & moteur) 5300633 & 5400632.

### Coloris
Semblables au type B avec de nouveaux décors sur le réservoir et les caches latéraux. Le moteur est peint en noir.

## La XL125S F
Quatrième évolution de la gamme, elle est appelée Type F dans la numérotation officielle. Elle débute au numéro (série & moteur) 5 500 001 & 5 400 001.
Tension de chaîne par tirants.  Nouveau feu arrière et nouveaux caches latéraux.                           

### Coloris
-cadre rouge.
-Rouge avec selle bleue
-Blanche avec selle rouge
-Noire avec selle rouge

## La XL125S H
Cinquième et dernière évolution de la gamme, elle est appelée Type H dans la numérotation officielle. Elle débute au numéro (série & moteur) 5600001 & 5415427.

### Coloris
-Éléments noirs, rouges, blancs avec cadre rouge.